# 1972年ミュンヘンオリンピックのノルウェー選手団
1972年ミュンヘンオリンピックのノルウェー選手団（1972ねんミュンヘンオリンピックのノルウェーせんしゅだん）は、1972年8月26日から9月11日にかけて西ドイツのミュンヘンで開催された1972年ミュンヘンオリンピックのノルウェー選手団、およびその競技結果。

## 概要
今大会は金メダル2個、銀メダル1個、銅メダル1個の合計4個のメダルを獲得した。

## メダル
| メダル | 選手名             | 競技   | 種目                  |
| ------ | ------------------ | ------ | --------------------- |
| 金     | ヌット・ヌードセン | 自転車 | 男子4000m個人追い抜き |